# Christian Egartner
Christian Egartner (* 13. Mai 1964 in Sterzing) ist ein Südtiroler Politiker.

## Biographie
Der gelernte Kfz-Mechaniker ist beruflich als Bauunternehmer tätig. Im Jahr 1990 wurde er als Ortsjugendreferent der Südtiroler Volkspartei (SVP) in Gossensaß/Außerpflersch politisch aktiv, von 1993 bis 2009 stand er dem SVP-Ortsverband als Obmann vor. Von 1995 bis 2008 war er Bürgermeister der Gemeinde Brenner. Ab 2006 war Egartner SVP-Bezirksobmann der Bezirksgemeinschaft Wipptal.
2008 wurde er in den Südtiroler Landtag und damit gleichzeitig den Regionalrat Trentino-Südtirol gewählt. Im Landtag fungierte er als Vorsitzender der III. Gesetzgebungskommission. Am 14. Juli 2010 entschied das Kassationsgericht in Rom, dass Egartner zum Zeitpunkt der Wahl als gesetzlicher Vertreter des Konsortiums Conbau GmbH unwählbar war und somit aus dem Landtag ausscheiden muss, für ihn rückte am 21. Juli Julia Unterberger nach.
Am 26. Jänner 2015 wurde Egartner erstinstanzlich zu zweieinhalb Jahren Haft wegen Täuschung eines Unzurechnungsfähigen verurteilt, am 8. Oktober desselben Jahres wurde das Urteil jedoch wegen eines Verfahrensfehlers wieder aufgehoben. Im September 2016 wurde das Verfahren wegen Verjährung eingestellt.